# Enna Vanoni

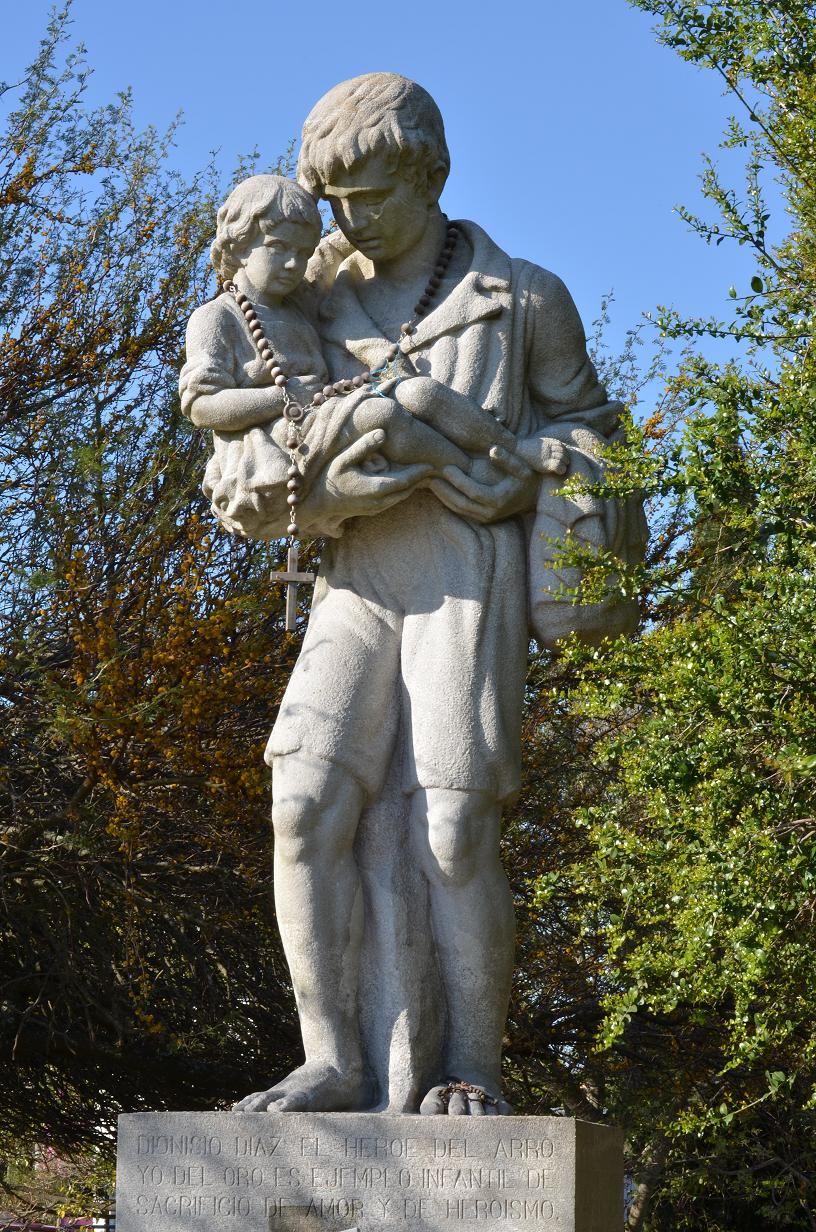
Pequeño Dionisio

Enna Vanoni (Pievepelago, Italia, 17 de enero de 1895 - Montevideo, Uruguay, 3 de agosto de 1970) fue una escultora italiana nacionalizada uruguaya.

## Biografía
Se formó en Florencia como escultora y trabajó representando a la firma Fundición Vignale que se dedicaba a la fundición de metales con el objetivo de crear esculturas. En 1931 se radica en Montevideo ya que la empresa la envía para trabajar en la apertura de una casa en Montevideo. Luego de unos años de actividad la empresa se retira del país y Enna Vanoni decide quedarse incorporándose al taller del escultor uruguayo José Belloni. 
Colaboró con muchas de las obras del famoso escultor especialmente en la reconocida escultura en homenaje a José Enrique Rodó que se erige en el Parque Rodó de Montevideo, Uruguay en 1941 que trabajó junto a Stelio Belloni.
En la obra Monumento a La Diligencia es encargada de realizar los caballos de la escultura.
Realizó una placa en bronce en homenaje a Giacomo  Matteotti que se encuentra en una plaza del mismo nombre entre las calles Luis Alberto de Herrera (ex Larrañaga) y Mateo Vidal en la ciudad de Montevideo.
En 1957, Artigas Milans Martínez, quien era el director del Museo de Bellas Artes y Artes Decorativas, hoy Museo Gallino, la recibe en Salto ya que la Sociedad Italiana Unione e Benevolenza le realizará un homenaje. Ella retribuye con dos obras en donación al Museo: una escultura de Dante Alighieri y una figura ecuestre de Giuseppe Garibaldi.
Su salud va empeorando con el correr de los años y las tareas propias del trabajo de escultor y en sus últimos años de vida obtiene una jubilación.

## Obras
- Placa en bronce en homenaje a Giacomo Matteotti, ubicada en Luis Alberto de Herrera y Mateo Vidal en Montevideo.